# Bundestagsausschüsse des 1. Deutschen Bundestages
Im Folgenden sind die ständigen Bundestagsausschüsse des 1. Deutschen Bundestages (1949–1953) aufgeführt:
| Ausschuss | Vorsitz                                                        | Fraktion               | Stellvertreter                                                                | Fraktion               | Mitglieder |
| --- | -------------------------------------------------------------- | ---------------------- | ----------------------------------------------------------------------------- | ---------------------- | ---------- |
| Ausschuss zur Wahrung der Rechte der Volksvertretung gemäß Artikel 45 des Grundgesetzes                                                                                        | nicht zusammengetreten                                         | nicht zusammengetreten | nicht zusammengetreten                                                        | nicht zusammengetreten | 27         |
| Wahlprüfungsausschuss | Ludwig Schneider                                               | FDP                    | Heinrich Höcker                                                               | SPD                    | 7          |
| Ausschuss für Geschäftsordnung und Immunität | Heinrich Georg Ritzel                                          | SPD                    | Karl Gengler                                                                  | CDU/CSU                | 21         |
| Organisationsausschuss | Karl Mommer                                                    | SPD                    | Karl Gengler                                                                  | CDU/CSU                | 7          |
| Organisationsausschuss | Hugo Decker (ab 21. März 1952)                                 | FU                     | Peter Nellen                                                                  | CDU/CSU                | 7          |
| Ausschuss zum Schutz der Verfassung | Georg-August Zinn ab 15. Februar 1951: Walter Menzel           | SPD                    | Kurt Georg Kiesinger ab 5. Mai 1952: Richard Jaeger                           | CDU/CSU                | 21         |
| Ausschuss für Petitionen | Luise Albertz                                                  | SPD                    | Karl Kahn ab 30. November 1949: Hans Tichi                                    | CDU/CSU WAV            | 27         |
| Ausschuss für Besatzungsstatut und auswärtige Angelegenheiten ab 3. Juni 1953: Ausschuss für auswärtige Angelegenheiten                                                        | Carlo Schmid                                                   | SPD                    | Eugen Gerstenmaier                                                            | CDU/CSU                | 21         |
| Ausschuss für gesamtdeutsche Fragen | Herbert Wehner                                                 | SPD                    | Walter Brookmann                                                              | CDU/CSU                | 21         |
| Ausschuss für Berlin | Gerd Bucerius                                                  | CDU/CSU                | Wilhelm Mellies                                                               | SPD                    | 21         |
| Haushaltsausschuss | Erwin Schoettle                                                | SPD                    | Robert Philipp Nöll von der Nahmer ab April 1952: Martin Blank                | FDP                    | 27         |
| Ausschuss für Finanz- und Steuerfragen | Hermann Höpker-Aschoff ab 19. September 1951: Hans Wellhausen  | FDP                    | Harald Koch                                                                   | SPD                    | 27         |
| Ausschuss für Geld und Kredit | Hugo Scharnberg                                                | CDU/CSU                | Walter Seuffert                                                               | SPD                    | 15         |
| Ausschuss für Wirtschaftspolitik | Franz Etzel ab 8. Oktober 1952: Wilhelm Naegel                 | CDU/CSU                | Hermann Veit ab 1953: Joachim Schöne                                          | SPD                    | 27         |
| Ausschuss für Außenhandelsfragen | Christian Kuhlemann                                            | DP                     | Richard Freudenberg ab 26. Februar 1953: Robert Margulies                     | FDP                    | 21         |
| Ausschuss für ERP-Fragen | Hermann Pünder                                                 | CDU/CSU                | Fritz Baade                                                                   | SPD                    | 15         |
| Ausschuss für Patentrecht und gewerblichen Rechtsschutz | Friedrich Wilhelm Wagner                                       | SPD                    | Matthias Hoogen                                                               | CDU/CSU                | 7          |
| Ausschuss für Lastenausgleich | Johannes Kunze                                                 | CDU/CSU                | Johann Wartner ab 17. Januar 1951: Eugen Fürst zu Oettingen-Wallerstein       | BP                     | 27         |
| Ausschuss für Wiederaufbau und Wohnungswesen | Johannes Albers ab 14. März 1950: Paul Lücke                   | CDU/CSU                | Erich Klabunde ab 9. Februar 1950: Carl Wirths                                | SPD FDP                | 21         |
| Ausschuss für Ernährung, Landwirtschaft und Forsten | Heinrich Lübke ab 12. Oktober 1950: Karl Müller                | CDU/CSU                | Herbert Kriedemann                                                            | SPD                    | 27         |
| Ausschuss für Arbeit | Anton Sabel                                                    | CDU/CSU                | Willi Richter                                                                 | SPD                    | 21         |
| Ausschuss für Sozialpolitik | Willi Richter                                                  | SPD                    | Josef Arndgen                                                                 | CDU/CSU                | 21         |
| Ausschuss für Heimatvertriebene | Linus Kather                                                   | CDU/CSU                | Richard Reitzner                                                              | SPD                    | 27         |
| Ausschuss für Rechtswesen und Verfassungsrecht | Wilhelm Laforet                                                | CDU/CSU                | Adolf Arndt                                                                   | SPD                    | 27         |
| Ausschuss für Angelegenheiten der inneren Verwaltung | Friedrich Maier                                                | SPD                    | Robert Lehr ab 7. Dezember 1950: August Dresbach ab Oktober 1951: Anton Hoppe | CDU/CSU                | 21         |
| Ausschuss für Beamtenrecht | Ernst Falkner ab 20. November 1950: Josef Ferdinand Kleindinst | BP CDU/CSU             | Otto Arnholz                                                                  | SPD                    | 21         |
| Ausschuss für Kriegsopfer- und Kriegsgefangenenfragen | Bruno Leddin ab 16. April 1951: Kurt Pohle                     | SPD                    | Josef Arndgen                                                                 | CDU/CSU                | 21         |
| Ausschuss für Verkehrswesen | Willy Max Rademacher                                           | FDP                    | Oskar Rümmele                                                                 | CDU/CSU                | 21         |
| Ausschuss für Post- und Fernmeldewesen | Johann Cramer                                                  | SPD                    | Otto Pannenbecker ab 21. Mai 1953: Gottfried Leonhard                         | Zentrum CDU/CSU        | 15         |
| Ausschuss für Grenzlandfragen | Stephan Weickert ab 20. März 1952: Heinrich Kemper             | WAV CDU/CSU            | Heinrich Kemper ab 20. März 1952: Willi Steinhörster                          | CDU/CSU SPD            | 15         |
| Ausschuss für innergebietliche Neuordnung | Anton Hilbert ab 22. November 1949: August-Martin Euler        | CDU/CSU FDP            | Anton Hilbert                                                                 | CDU/CSU                | 15         |
| Ausschuss für Fragen der öffentlichen Fürsorge | Helene Wessel ab 13. Februar 1953: Maria Niggemeyer            | Zentrum CDU/CSU        | Maria Niggemeyer ab 13. Februar 1953: Hans Löfflad                            | CDU/CSU DP             | 15         |
| Ausschuss für Fragen des Gesundheitswesens | Fritz Linnert ab 7. Dezember 1949: Richard Hammer              | FDP                    | Kurt Pohle                                                                    | SPD                    | 21         |
| Ausschuss für Jugendfürsorge | Franz Josef Strauß ab 19. Juni 1952: Emil Kemmer               | CDU/CSU                | Marta Schanzenbach                                                            | SPD                    | 15         |
| Ausschuss für Fragen der Presse, des Rundfunks und des Films | Rudolf Vogel                                                   | CDU/CSU                | Karl Brunner                                                                  | SPD                    | 15 bzw. 21 |
| Ausschuss für Fragen der Presse, des Rundfunks und des Films | Rudolf Vogel                                                   | CDU/CSU                | Willi Eichler (ab 31. März 1952)                                              | SPD                    | 15 bzw. 21 |
| Ausschuss gemäß Art. 15 GG | Fritz Henßler                                                  | SPD                    | Franz Etzel                                                                   | CDU/CSU                | 27         |
| Ausschuss für Bau- und Bodenrecht | Erich Klabunde                                                 | SPD                    | Carl Wirths                                                                   | FDP                    | 7          |
| Ausschuss für Bau- und Bodenrecht | Heinz Meyer (ab 31. Januar 1951)                               | SPD                    | Carl Wirths                                                                   | FDP                    | 7          |
| Ausschuss für Kulturpolitik | Karl Gaul                                                      | FDP                    | Arno Hennig                                                                   | SPD                    | 21         |
| Ausschuss für Fragen des Sitzes der Bundesorgane | August Neuburger                                               | CDU/CSU                | Herbert Kriedemann                                                            | SPD                    | 27         |
| Ausschuss für Bücherei ab 1952: Büchereibeirat | Margarete Gröwel                                               | CDU/CSU                | Ludwig Bergstraesser                                                          | SPD                    | 9          |
| |                                                                |                        |                                                                               |                        |            |
| Ausschuss für Kommunalpolitik ab 20. März 1952 | Hermann Pünder                                                 | CDU/CSU                | Werner Jacobi                                                                 | SPD                    | 21         |
| ab 19. Juli 1952: Ausschuss zur Mitberatung des EVG-Vertrages und der damit zusammenhängenden Abmachungen ab 21. Januar 1953: Ausschuss für Fragen der europäischen Sicherheit | Franz Josef Strauß                                             | CDU/CSU                | Fritz Erler                                                                   | SPD                    | 21         |
| Ausschuss zur Beratung des Personalvertretungsgesetzes ab 16. März 1953 | Josef Ferdinand Kleindinst                                     | CDU/CSU                | -                                                                             | -                      | 21         |
| Wahlrechtsausschuss ab 26. März 1953 | Friedrich Maier                                                | SPD                    | Hugo Scharnberg                                                               | CDU/CSU                | 27         |
| Sonderausschuss zur Beratung der Gesetze über deutsche Auslandsschulden „Londoner Schuldenabkommen“ ab 13. Mai 1953                                                            | Hans Wellhausen                                                | FDP                    | -                                                                             | -                      | 27         |
| Beirat für handelspolitische Vereinbarungen ab 8. September 1950 | Christian Kuhlemann                                            | DP                     | Richard Freudenberg ab 26. Februar 1953: Oscar Funcke                         | FDP                    | 9          |